# Salomón de Wolff

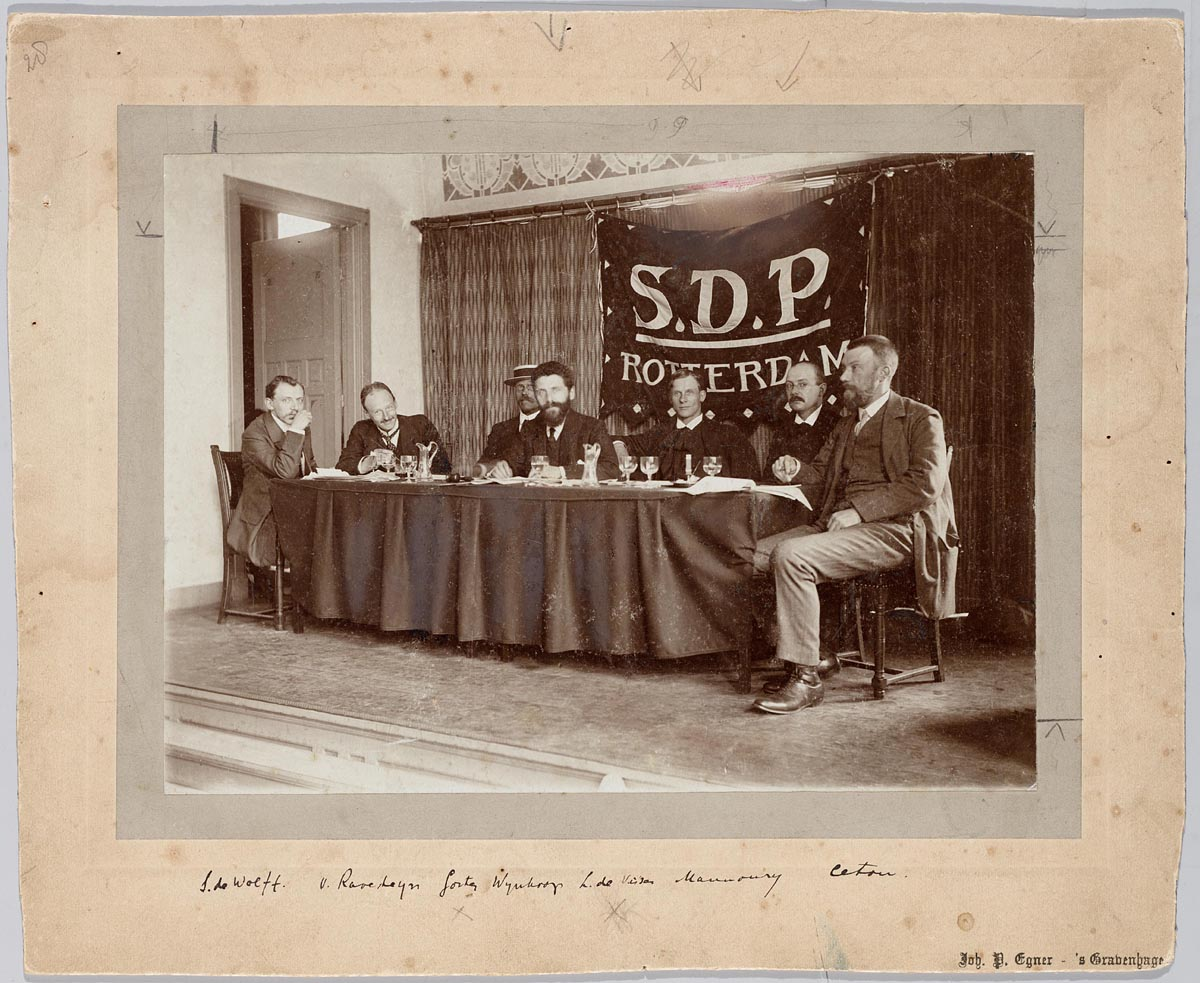
Sam de Wolf, 1911 (izquierda).

Salomón (Sam) de Wolff (Sneek, 13 de agosto de 1878-Ámsterdam, 24 de noviembre de 1960) fue un economista y político neerlandés.

## Vida Familiar
Nació en el seno de una familia judía ortodoxa, el segundo de nueve hijos del mayorista de manufacturas textiles Abraham de Wolff y de Goudtje de Vries. Su padre quería que fuera médico y a pesar de estar interesado por las matemáticas debió matricularse en medicina en 1897, sin  que terminara la carrera. Se casó con Sara Veldman en 1910, con quien tuvo un hijo. Sara falleció en 1941 y en 1946 Sam de Wolff se casó con Anna Maria Gruntjes.

## Político y economista
Amigo de Johannes van der Wijk, admirador ferviente de Joseph Dietzgen, marxista seguidor de Karl Kautsky, en 1898 se afilió al Partido Socialdemócrata de los Trabajadores (SDAP) y en 1899 fundó la sección del mismo en Sneek. Su padre le suspendió entonces toda ayuda, lo que le obligó a buscar empleo. Desde 1902 se vinculó al movimiento sionista. Estuvo en 1903 en Londres y de regreso en Ámsterdam se dedicó, con éxito a trabajar como contador.
Desde 1909 formó parte del Partido Socialdemócrata (SDP), pero en 1913 regresó al SDAP. Escribía en el semanario del partido Het Weekblad y después de 1919 en De Socialistische Gids ("La Guía Socialista") de la que llegó a ser editor en los años 30. Polemizó con las tesis de Rosa Luxemburgo sobre la acumulación de capital.
Basándose en las observaciones de Jacob van Gelderen y su teoría de la "onda larga" de la economía capitalista, en 1924, en el artículo "Períodos de Prosperidad y Depresión", Sam de Wolff expuso sus tesis sobre el ciclo largo de la economía capitalista, de unos 50 años de duración, con un período de ascenso y otro de descenso, equivalentes cada uno a dos y medio ciclos económicos corrientes. 
Publicó en 1929 su obra principal, Het economisch getij. Bijdrage tot de verklaring van het conjunctuurverschijnsel ("La Marea Económica: contribución a la explicación del fenómeno cíclico"), en la cual explica que el ciclo largo está relacionado con la reposición del capital fijo duradero. Desde 1930 se desempeñó como profesor privado de Teoría Económica en la Universidad de Ámsterdam. En 1933 fundó la sección holandesa de la organización judía socialista Poalei Zion.

## Resistencia
Durante la ocupación nazi de Holanda, entre 1940 y 1943 Sam de Wolff trabajó en la clandestinidad con los jóvenes y judíos y participó en la impresión y distribución de un diccionario hebreo - holandés. Fue detenido por los nazis y llevado a Westerbork y luego hasta el campo de concentración de Bergen-Belsen. En julio de 1944 fue canjeado por alemanes detenidos en Palestina. En Tel-Aviv fue profesor de economía en la Escuela Superior de Derecho y Economía.

## Últimos años
De regreso a Holanda, se incorporó a la redacción de participó en diversos colectivos socialdemócratas y laboristas, así como en el mantenimiento de la memoria de las víctimas del Holocausto. En abril de 1958 se despidió de "todas sus funciones públicas" para dedicarse a un estudio sobre los orígenes de la mística judía.